# Сайсетха

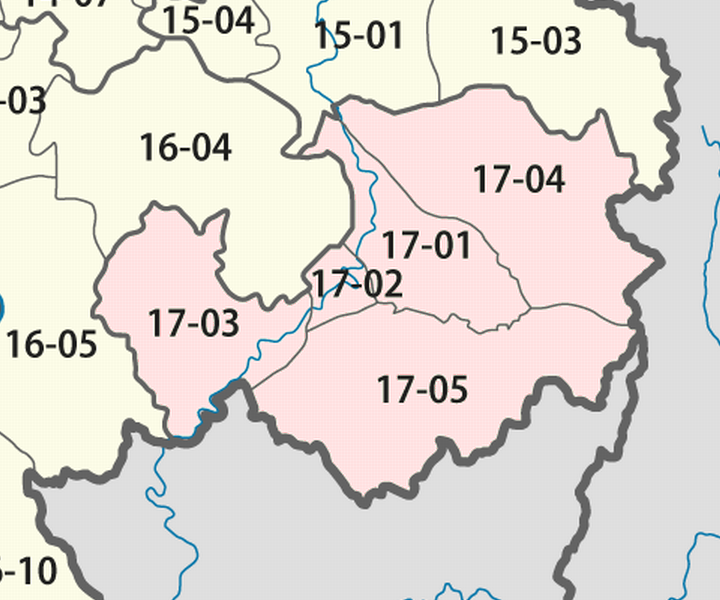
число 17-01

Сайсетха — один з районів (лаос. ເມືອງ муанг) провінції Аттапи, Лаос.